# 100 mètres féminin aux Jeux olympiques d'été de 2012 (athlétisme)
Navigation
Pékin 2008 Rio 2016
L'épreuve du 100 mètres féminin aux Jeux olympiques de 2012 a lieu les 3 et 4 août dans le Stade olympique de Londres.
Elle est remportée par la Jamaïcaine Shelly-Ann Fraser-Pryce, qui conserve son titre acquis en 2008.

## Compétition
Chaque comité olympique national pouvait inscrire trois athlètes ayant satisfaits à la limite A (11 s 29) durant la période de qualification (1er mai 2011 au 8 juillet 2012). Les comités nationaux pouvaient sinon inscrire une athlète ayant couru en dessous de la limite B (11 s 38) durant cette même période.
79 concurrentes représentant 68 nations participent à l'épreuve, ce qui a nécessité un tour préliminaire.
L'Américaine Carmelita Jeter, la deuxième meilleure performeuse de tous les temps en 10 s 64, réalise le meilleur temps jamais enregistré en séries olympiques, avec 10 s 83. Cinq autres sprinteuses descendent sous les 11 s, confirmant la rapidité de la piste londonienne : la Jamaïcaine	Veronica Campbell-Brown, double championne olympique du 200 mètres, la Nigériane Blessing Okagbare qui réalise un record personnel à 10 s 93 devant l'Américaine Tianna Madison, Murielle Ahouré qui bat le record de Côte d'Ivoire, et la Trinidadienne Kelly-Ann Baptiste. La tenante du titre, Shelly-Ann Fraser-Pryce (11 s 00) et Allyson Felix (11 s 00 légèrement ventés) sont les autres vainqueurs en séries.
En demi-finale, Jeter récidive avec 10 s 83, devant Campbell-Brown en 10 s 89,  tandis que Fraser-Pryce s'impose en 10 s 85. Comme en séries, six sprinteuses sont en moins de 11 s.
En finale, Jeter et Fraser-Pryce ont le même temps de réaction, mais la Jamaïcaine a une meilleure mise en action, elle en tête avec Kelly-Ann Baptiste avant de faire la différence et de terminer en 10 s 75, avec 3/100es d'avance sur Jeter, Campbell-Brown complétant le podium. Madison et Felix viennent ensuite avec des écarts similaires, malgré des records personnels.

## Records
Avant cette compétition, les records dans cette discipline étaient les suivants :
| Record du monde  | 10 s 49 | Florence Griffith-Joyner | États-Unis | 16 juillet 1988   | Indianapolis |
| Record olympique | 10 s 62 | Florence Griffith-Joyner | États-Unis | 24 septembre 1988 | Séoul        |

## Médaillées
| Or                | Argent          | Bronze                  |
| Shelly-Ann Fraser | Carmelita Jeter | Veronica Campbell-Brown |

## Résultats

### Finale (4 août)
Vent : + 1,5 m/s
| Place | Athlète                 | Couloir | TR      | Performance | Notes |
| ----- | ----------------------- | ------- | ------- | ----------- | ----- |
| 1re   | Shelly-Ann Fraser       | 7       | 0 s 153 | 10 s 75     |       |
| 2e    | Carmelita Jeter         | 5       | 0 s 153 | 10 s 78     | SB    |
| 3e    | Veronica Campbell-Brown | 4       | 0 s 143 | 10 s 81     | SB    |
| 4e    | Tianna Madison          | 9       | 0 s 171 | 10 s 85     | PB    |
| 5e    | Allyson Felix           | 8       | 0 s 176 | 10 s 89     | PB    |
| 6e    | Kelly-Ann Baptiste      | 2       | 0 s 128 | 10 s 94     |       |
| 7e    | Murielle Ahouré         | 3       | 0 s 156 | 11 s 00     |       |
| 8e    | Blessing Okagbare       | 6       | 0 s 165 | 11 s 01     |       |

Records et Performances
- AR : Record continental (area record)
- CR : Record des championnats (championship record)
- MR : Record du meeting (meet record)
- NR : Record national (national record)
- OR : Record olympique (olympic record)
- PR : Record paralympique (paralympic record)
- PB : Record personnel (personal best)
- SB : Meilleure performance personnelle de la saison (season's best)
- WL : Meilleure performance mondiale de l'année (world leader)
- WJR : Record du monde junior (world junior record)
- WR : Record du monde (world record)

Circonstances et Conditions
- DNF : N'a pas terminé (did not finish)
- DNS : N'a pas pris le départ (did not start)
- DQ : Disqualification (disqualification)
- NM : Aucun essai valable enregistré (No Mark)
- Q : Qualifié « directement » au prochain tour (ou à la prochaine compétition), lors d'une compétition majeure, grâce au classement ou à la réalisation des minima (automatic qualifier)
- q : Qualifié au prochain tour (ou à la prochaine compétition), lors d'une compétition majeure, grâce au repêchage ou à la réalisation de l'une des meilleures performances parmi celles des « non qualifiés directement » (grâce au meilleur temps ou à la meilleure distance par exemple) (secondary qualifier)

### Demi-finales (4 août)
Les deux premières de chaque série passent en finale, ainsi que les deux meilleurs temps. 
| Place | Athlète                 | TR      | Performance | Notes |
| ----- | ----------------------- | ------- | ----------- | ----- |
| 1re   | Carmelita Jeter         | 0 s 161 | 10 s 83     | Q     |
| 2e    | Veronica Campbell-Brown | 0 s 139 | 10 s 89     | Q     |
| 3e    | Rosângela Santos        | 0 s 164 | 11 s 17     | PB    |
| 4e    | LaVerne Jones-Ferrette  | 0 s 155 | 11 s 22     |       |
| 5e    | Semoy Hackett           | 0 s 182 | 11 s 26     |       |
| 6e    | Olesya Povh             | 0 s 146 | 11 s 30     |       |
| 7e    | Ruddy Zang-Milama       | 0 s 151 | 11 s 31     |       |
| 8e    | Abiodun Oyepitan        | 0 s 151 | 11 s 36     |       |

| Place | Athlète            | TR      | Performance | Notes |
| ----- | ------------------ | ------- | ----------- | ----- |
| 1re   | Shelly-Ann Fraser  | 0 s 147 | 10 s 85     | Q     |
| 2e    | Allyson Felix      | 0 s 161 | 10 s 94     | Q     |
| 3e    | Kelly-Ann Baptiste | 0 s 111 | 11 s 00     | q     |
| 4e    | Ezinne Okparaebo   | 0 s 144 | 11 s 10     | NR    |
| 5e    | Gloria Asumnu      | 0 s 164 | 11 s 21     |       |
| 6e    | Ivet Lalova        | 0 s 149 | 11 s 31     |       |
| 7e    | Sheniqua Ferguson  | 0 s 161 | 11 s 32     |       |
| 8e    | Olga Bludova       | 0 s 153 | 11 s 39     |       |

| Place | Athlète           | TR      | Performance | Notes |
| ----- | ----------------- | ------- | ----------- | ----- |
| 1re   | Blessing Okagbare | 0 s 142 | 10 s 92     | Q, PB |
| 2e    | Tianna Madison    | 0 s 150 | 10 s 92     | Q, PB |
| 3e    | Murielle Ahouré   | 0 s 156 | 11 s 01     | q     |
| 4e    | Kerron Stewart    | 0 s 161 | 11 s 04     |       |
| 5e    | Myriam Soumaré    | 0 s 157 | 11 s 13     |       |
| 6e    | Verena Sailer     | 0 s 141 | 11 s 25     |       |
| 7e    | Lina Grincikaite  | 0 s 136 | 11 s 30     |       |
| 8e    | Michelle-Lee Ahye | 0 s 176 | 11 s 32     |       |

### Séries (3 août)
Les trois premières de chaque série passent en demi-finale, ainsi que les trois meilleurs temps. 

#### Série 1
| Rang | Athlète                | Pays                      | Temps   | Notes |
| ---- | ---------------------- | ------------------------- | ------- | ----- |
| 1    | Kelly-Ann Baptiste     | Trinité-et-Tobago         | 10 s 96 | Q     |
| 2    | Myriam Soumaré         | France                    | 11 s 07 | Q, PB |
| 3    | Verena Sailer          | Allemagne                 | 11 s 12 | Q     |
| 4    | Ezinne Okparaebo       | Norvège                   | 11 s 14 | q, NR |
| 5    | Kateřina Čechová       | République tchèque        | 11 s 43 |       |
| 6    | Kerri-Ann Mitchell     | Canada                    | 11 s 49 |       |
| 7    | Tahesia Harrigan-Scott | Îles Vierges britanniques | 11 s 59 | SB    |
| 8    | Fong Yee Pui           | Hong Kong                 | 11 s 98 |       |

#### Série 2
| Rang | Athlète           | Pays            | Temps   | Notes |
| ---- | ----------------- | --------------- | ------- | ----- |
| 1    | Carmelita Jeter   | États-Unis      | 10 s 83 | Q     |
| 2    | Olga Bludova      | Kazakhstan      | 11 s 41 | Q     |
| 3    | Sheniqua Ferguson | Bahamas         | 11 s 35 | Q     |
| 4    | Olga Belkina      | Russie          | 11 s 38 |       |
| 5    | Anyika Onuora     | Grande-Bretagne | 11 s 41 |       |
| 6    | Marta Jeschke     | Pologne         | 11 s 42 | =SB   |
| 7    | Yuliya Balykina   | Biélorussie     | 11 s 70 |       |
| 8    | Diane Borg        | Malte           | 11 s 92 | SB    |

#### Série 3
| Rang | Athlète                 | Pays            | Temps   | Notes  |
| ---- | ----------------------- | --------------- | ------- | ------ |
| 1    | Veronica Campbell-Brown | Jamaïque        | 10 s 94 | Q      |
| 2    | Ivet Lalova             | Bulgarie        | 11 s 06 | Q, =SB |
| 3    | Gloria Asumnu           | Nigeria         | 11 s 13 | Q, =SB |
| 4    | Lina Grinčikaitė        | Lituanie        | 11 s 19 | q, NR  |
| 5    | Abiodun Oyepitan        | Grande-Bretagne | 11 s 22 | q      |
| 6    | Phobay Kutu-Akoi        | Liberia         | 11 s 52 |        |
| 7    | Yomara Hinestroza       | Colombie        | 11 s 56 | SB     |
| 8    | Saruba Colley           | Gambie          | 12 s 06 | NR     |

#### Série 4
| Rang | Athlète           | Pays                | Temps   | Notes |
| ---- | ----------------- | ------------------- | ------- | ----- |
| 1    | Blessing Okagbare | Nigeria             | 10 s 93 | Q, PB |
| 2    | Tianna Madison    | États-Unis          | 10 s 97 | Q     |
| 3    | Michelle-Lee Ahye | Trinité-et-Tobago   | 11 s 38 | Q     |
| 4    | Tatjana Pinto     | Allemagne           | 11 s 39 |       |
| 5    | Andreea Ogrăzeanu | Roumanie            | 11 s 44 |       |
| 6    | Nimet Karakus     | Turquie             | 11 s 62 |       |
| 7    | Feta Ahamada      | Comores             | 11 s 86 |       |
| 8    | Lorene Bazolo     | République du Congo | 11 s 90 |       |

#### Série 5
| Rang | Athlète           | Pays                        | Temps       | Notes |
| ---- | ----------------- | --------------------------- | ----------- | ----- |
| 1    | Allyson Felix     | États-Unis                  | 11 s 01 (w) | Q     |
| 2    | Rosângela Santos  | Brésil                      | 11 s 07     | Q     |
| 3    | Ruddy Zang Milama | Gabon                       | 11 s 14     | Q     |
| 4    | Toea Wisil        | Papouasie-Nouvelle-Guinée   | 11 s 37     |       |
| 5    | Allison Peter     | Îles Vierges des États-Unis | 11 s 41     |       |
| 5    | Véronique Mang    | France                      | 11 s 41     |       |
| 5    | Chisato Fukushima | Japon                       | 11 s 41     |       |
| 8    | Dana Abdul Razak  | Irak                        | 11 s 81     |       |

#### Série 6
| Rang | Athlète                  | Pays              | Temps   | Notes |
| ---- | ------------------------ | ----------------- | ------- | ----- |
| 1    | Shelly-Ann Fraser-Pryce  | Jamaïque          | 11 s 00 | Q     |
| 2    | Semoy Hackett            | Trinité-et-Tobago | 11 s 04 | Q, PB |
| 3    | Olesya Povh              | Ukraine           | 11 s 18 | Q     |
| 4    | Guzel Khubbieva          | Ouzbékistan       | 11 s 22 | SB    |
| 5    | Debbie Ferguson-McKenzie | Bahamas           | 11 s 32 |       |
| 6    | Melissa Breen            | Australie         | 11 s 34 |       |
| 7    | Wei Yongli               | Chine             | 11 s 48 |       |
| 8    | Bamab Napo               | Togo              | 12 s 35 |       |

#### Série 7
| Rang | Athlète                | Pays                        | Temps   | Notes |
| ---- | ---------------------- | --------------------------- | ------- | ----- |
| 1    | Murielle Ahouré        | Côte d'Ivoire               | 10 s 99 | Q, NR |
| 2    | LaVerne Jones-Ferrette | Îles Vierges des États-Unis | 11 s 07 | Q, NR |
| 3    | Kerron Stewart         | Jamaïque                    | 11 s 08 | Q     |
| 4    | Oludamola Osayomi      | Nigeria                     | 11 s 36 |       |
| 5    | Nataliya Pohrebnyak    | Ukraine                     | 11 s 46 |       |
| 6    | Maria Belibasaki       | Grèce                       | 11 s 63 |       |
| 7    | Delphine Atangana      | Cameroun                    | 11 s 82 |       |
| 8    | Kaina Martinez         | Belize                      | 11 s 89 |       |

### Tour préliminaire (3 août)
Les deux premières de chaque course passent en séries, ainsi que les deux meilleurs temps. 

#### Série 1
| Rang | Athlète          | Pays     | Temps   | Notes |
| ---- | ---------------- | -------- | ------- | ----- |
| 1    | Feta Ahamada     | Comores  | 11 s 81 | Q     |
| 2    | Dana Abdul Razak | Irak     | 11 s 91 | Q     |
| 3    | Bamab Napo       | Togo     | 12 s 24 | q, PB |
| 4    | Chauzje Choosha  | Zambie   | 12 s 29 | PB    |
| 5    | Afa Ismail       | Maldives | 12 s 52 | PB    |
| 6    | Rima Taha        | Jordanie | 12 s 66 | PB    |
| 7    | Aissata Toure    | Guinée   | 13 s 25 |       |
| 8    | Kaingaue David   | Kiribati | 13 s 61 | PB    |

#### Série 2
| Rang | Athlète                 | Pays     | Temps   | Notes |
| ---- | ----------------------- | -------- | ------- | ----- |
| 1    | Delphine Atangana       | Cameroun | 11 s 71 | Q     |
| 2    | Kaina Martinez          | Belize   | 11 s 81 | Q     |
| 3    | Diane Borg              | Malte    | 12 s 00 | q     |
| 4    | Shinoona Salah Al-Habsi | Oman     | 12 s 45 |       |
| 5    | Cristina Llovera        | Andorre  | 12 s 78 |       |
| 6    | Nafissa Souleymane      | Niger    | 12 s 81 |       |
| 7    | Asenate Manoa           | Tuvalu   | 13 s 48 | NR    |
| 8    | Fatima Sulaiman Dahman  | Yémen    | 13 s 95 |       |

#### Série 3
| Rang | Athlète               | Pays                | Temps   | Notes |
| ---- | --------------------- | ------------------- | ------- | ----- |
| 1    | Lorene Bazolo         | République du Congo | 11 s 87 | Q     |
| 2    | Fong Yee Pui          | Hong Kong           | 12 s 02 | Q     |
| 3    | Patricia Taea         | Îles Cook           | 12 s 47 | SB    |
| 4    | Maysa Rejepova        | Turkménistan        | 12 s 80 | PB    |
| 5    | Pauline Kwalea        | Îles Salomon        | 12 s 90 | PB    |
| 6    | Laenly Phoutthavong   | Laos                | 13 s 15 |       |
| 7    | Ruby Joy Gabriel      | Palaos              | 13 s 34 |       |
| NC   | Noor Hussain Al-Malki | Qatar               | NC      | DNF   |

#### Série 4
| Rang | Athlète           | Pays                      | Temps   | Notes |
| ---- | ----------------- | ------------------------- | ------- | ----- |
| 1    | Toea Wisil        | Papouasie-Nouvelle-Guinée | 11 s 60 | Q     |
| 2    | Saruba Colley     | Gambie                    | 12 s 21 | Q     |
| 3    | Martina Pretelli  | Saint-Marin               | 12 s 41 |       |
| 4    | Lidiane Lopes     | Cap-Vert                  | 12 s 72 |       |
| 5    | Hala Gezah        | Libye                     | 13 s 24 |       |
| 6    | Pramila Rijal     | Népal                     | 13 s 33 |       |
| 7    | Janice Alatoa     | Vanuatu                   | 13 s 60 |       |
| 8    | Mihter Wendolin   | Micronésie                | 13 s 67 |       |
| 9    | Tahmina Kohistani | Afghanistan               | 14 s 42 | PB    |

## Légende
Records et Performances
- AR : Record continental (area record)
- CR : Record des championnats (championship record)
- MR : Record du meeting (meet record)
- NR : Record national (national record)
- OR : Record olympique (olympic record)
- PR : Record paralympique (paralympic record)
- PB : Record personnel (personal best)
- SB : Meilleure performance personnelle de la saison (season's best)
- WL : Meilleure performance mondiale de l'année (world leader)
- WJR : Record du monde junior (world junior record)
- WR : Record du monde (world record)

Circonstances et Conditions
- DNF : N'a pas terminé (did not finish)
- DNS : N'a pas pris le départ (did not start)
- DQ : Disqualification (disqualification)
- NM : Aucun essai valable enregistré (No Mark)
- Q : Qualifié « directement » au prochain tour (ou à la prochaine compétition), lors d'une compétition majeure, grâce au classement ou à la réalisation des minima (automatic qualifier)
- q : Qualifié au prochain tour (ou à la prochaine compétition), lors d'une compétition majeure, grâce au repêchage ou à la réalisation de l'une des meilleures performances parmi celles des « non qualifiés directement » (grâce au meilleur temps ou à la meilleure distance par exemple) (secondary qualifier)